# نزف رحمي شاذ
النزف الرحمي الشاذ أو نزف الرحم وظيفي الخلل أو نزف رحمي لا طمثي (بالإنجليزية: Dysfunctional uterine bleeding)‏ هو نزف الرحم من خلال المهبل بسبب اختلال توازن الهرمونات الأنثوية وفي غياب أي خلل تشريحي كالأورام أو العدوى. وهو يصيب السيدات في بداية ونهاية الحياة الإنجابية غالبًا في مرحلة البلوغ ومرحلة انقطاع الطمث، ويتم التوصل إلى التشخيص باستبعاد باقي أسباب نزف الرحم. ويغلب حاليًا يستبدل مصطلح (نزف الرحم وظيفي الخلل) بـ (نزف الرحم غير الطبيعي) ليشمل كل أسباب نزف الرحم بما فيها الحمل واضطراب الهرمونات وأية اضطرابات تشريحية أخرى.

## الأنواع

### نزف تبويضي
ويحدث بشكل منتظم ودوري وينقسم إلى:
نزف توبيضي يصاحبه نمو ونضج ثم انحلال بويضة
وتظهر أعراضه على شكل:
1. تعدد الطمث

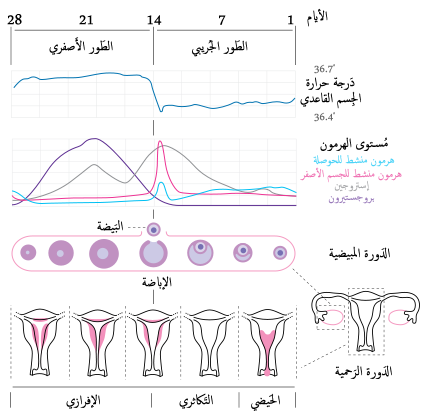
الدورة الشهرية ويتضح النصف الأول منها (طور اصفري) والنصف الثاني منها (طور جريبي)

في الطبيعي يتكرر الطمث كل (21-35) يومًا، أما في حالة تعدد الطمث فإن الفترة الفاصلة بين دورتين من الطمث تكون أقل من 21 يومًا.
ويحدث تعدد الطمث إما بسبب قصر المرحلة الجرابية (وهي النصف الأول من الدورة الشهرية والتي تنمو فيها البويضة لمدة 14 يوم داخل المبيض استعدادًا للانطلاق إلى الرحم), أو بسبب قصر مرحلة الجسم الأصفر (وهي النصف الثاني من الدورة الشهرية والتي يضمر فيها الجسم الأصفر المتبقي بعد انطلاق البويضة من المبيض إلى الرحم).
2. غزارة الطمث
في الطبيعي تكون كمية الدم المفقود خلال دورة الطمث الواحدة (25-80) مل وهو ما يعادل (4-12 ملاعق شاي) تقريبًا، أما في حالة غزارة الطمث فإن الدم المفقود يزيد عن 80 مل. وتتخذ غزارة الطمث أحد شكلين هما: نزف بعض قطرات من الدم قبل ظهور دم الطمث الطبيعي أو نزف بعض قطرات من الدم بعد انتهاء دم الطمث الطبيعي.

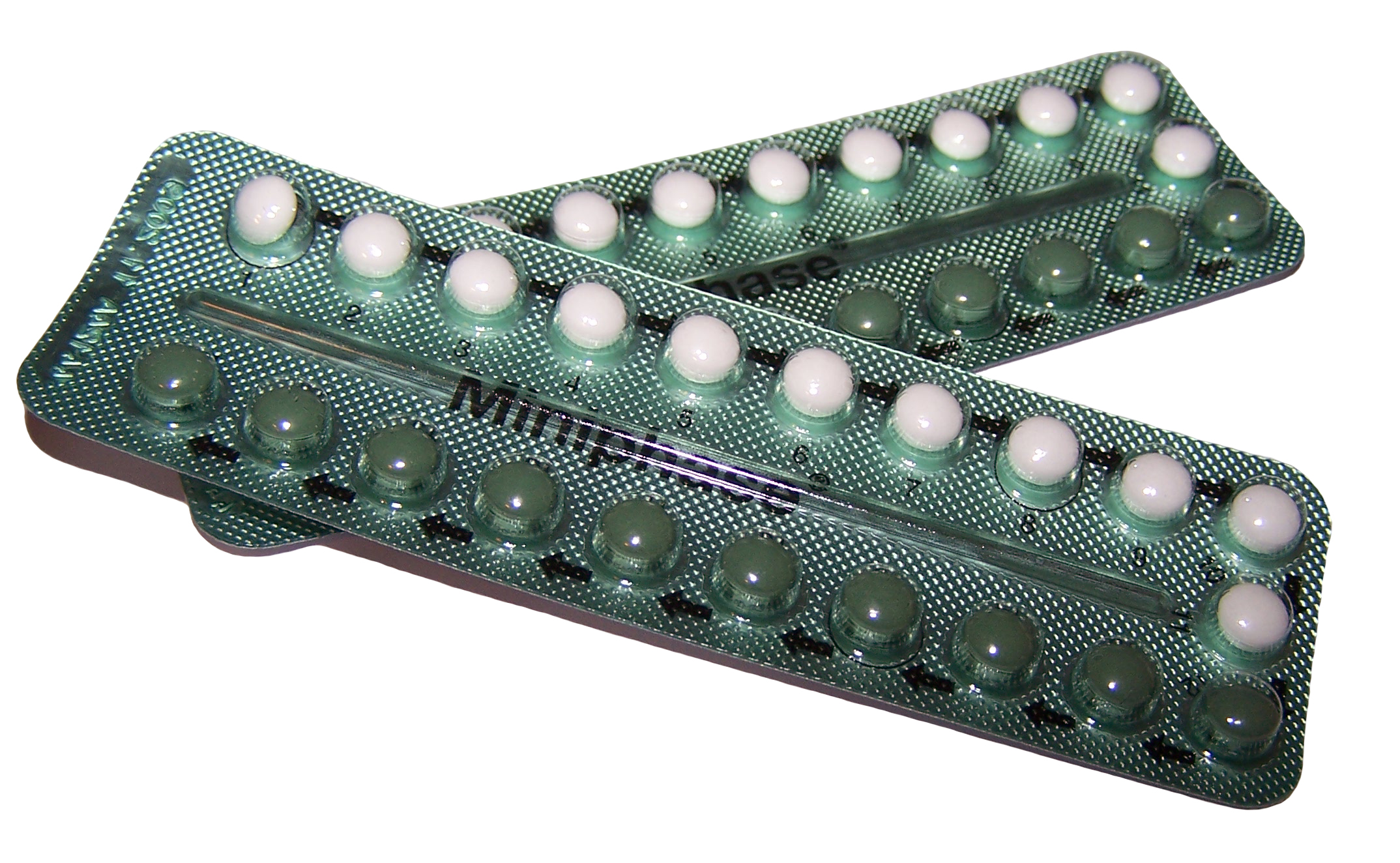
حبوب منع الحمل المركبة

نزف تبويضي لا يصاحبه نضج وانحلال بويضة
ويحدث في حالة تعاطي حبوب منع الحمل المركبة لمدة 21 يومًا مما يحفز نمو بطانة الرحم بدون وجود حقيقي لبويضة ناضجة، ثم إيقاف تعاطي الحبوب لمدة 7 أيام مما يسبب تساقط بطانة الرحم النامية على شكل نزف يماثل الطمث غير أنه ليس طمثًا.

### نزف غير توبيضي
يحدث بشكل عشوائي وغير منتظم وغير دوري إما بسبب
انخفاض معدل الهرمونات في دم المريضة فجأة كما في حالة:
- نزف الرحم في حديثي الولادة: فأثناء الحياة الجنينية يصل بعضًا من هرمونات الأم إلى الجنين الأنثى مما يسبب نمو وزيادة سمك بطانة الرحم لدى الجنين، وبعد الولادة ينقطع وصول هرمونات الأم فتتفتت بطانة الرحم المتكونة وينتج عن ذلك نزف بسيط من المهبل لدى المولودة.
- نزف الرحم في منتصف الدورة الشهرية: حيث يرتفع هرمون الاستروجين في النصف الأول من الدورة الشهرية لمدة 14 يومًا مما يسبب نمو وزيادة سمك بطانة الرحم استعدادًا لاستقبال البويضة، ثم ينخفض الاستروجين ويرتفع البروجستيرون ليعمل على زيادة افرازات بطانة الرحم في النص الثاني من الدورة الشهرية، قد يحدث بعض النزف في هذه المرحلة بسبب انخفاض مستوى الاستروجين نسبيًا.

أو بسبب
- استطالة المرحلة الجرابية (وهي النص الأول من الدورة الشهرية والتي تنمو فيها البويضة لمدة 14 يوم داخل المبيض وتفرز هرمون الاستروجين المسئول عن نمو وزيادة سمك بطانة الرحم وزيادة تدفق الدم إليها استعدادًا لخروج البويضة من المبيض وزرعها بالرحم), وفي حالة استطالة هذه المرحلة تبقى البويضة داخل المبيض وتزداد في النمو وقد تتحول إلى كيس كبير وبسبب طول مدة افراز هرمون الاستروجين يحدث زيادة سمك بطانة الرحم بشكل ضخم جدا مما يجعلها عرضة للتكسّر والتساقط على شكل نزف.

وتشكو المريضة في حالة استطالة المرحلة الجرابية من انقطاع الطمث لمدة قصيرة يليه نزف غزير غير مؤلم يستمر لمدة تزيد عن 4 أسابيع.

## الاختبارات والفحوص
يتم عمل بعضًا من الاختبارات والفحوص للتحقق من التشخيص ومنها:
- الأشعة التلفزيونية فوق الصوتية على البطن والحوض
- أخذ عينة من بطانة الرحم [7]
- تحليل مستوى الهرمونات بالدم
- تحليل صورة دم شاملة للتحقق من مستوى الهيموجلوبين بالدم والتأكد من عدم وجود أنيميا بسبب النزف
- منظار الرحم: وهو منظار يدخل عن طريق المهبل ويساعد على رؤية المهبل والرحم بوضوح للتأكد من وجود أية أورام أو تقرحات واستبيان حالة بطانة الرحم
- أشعة مقطعية أو أشعة رنين مغناطيسي على البطن والحوض لاستكشاف وجود أية أورام أو تكتلات.
- اختبارات النزف وتجلط الدم
- وبالطبع يمكن إجراء اختبارات الحمل لاستبيان وجود حمل من عدمه

## العلاج
بشكل عام تحتاج المريضة التي تعاني من نزف الرحم إلى الراحة وتناول أغذية صحية وقد تخضع إلى عملية نقل دم في حالة الأنيميا الشديدة لتعويض الدم المفقود.
ويشتمل علاج حالات نزف الرحم على:

### علاج هرموني
1. الجيستيجين
وهو مجموعة من الهرمونات التي لها القدرة على التفاعل مع مستقبلات البروجيستيرون في الجسم وتندرج تحت فئة الهرمونات السترويدية، ويعد البروجيسترون أهم عناصرها.
ويعمل الجيستاجين على تثبيط عمل الاستروجين مما يعمل على إيقاف النزف الرحمي. ولكن قد تظهر بعض الآثار الجانبية للجيستيجين وهي اكتساب الوزن واحتقان الثدي وجفاف المهبل والاكتئاب والنزف.
2. حبوب منع الحمل المركبة
ويستخدم في حالة النزف الحاد لدى المريضات صغيرات السن فهو يعمل على تقوية وزيادة سمك بطانة الرحم الضعيفة.
3. الاستروجين
ويستخدم لإيقاف النزف الناتج عن العلاج بالجيستاجين.
4. دنازول

التركيب الكيميائي لـهرمون الدنازول

ويسمى تجاريًا بـ (أزول - نازول - دانول - سيكلومين) وهو هرمون صناعي يماثل عمل التستوستيرون يُعطى للمريضة قبل إجراء العمليات الجراحية لعلاج نزف الرحم لأنه يعمل على تقليص سمك بطانة الرحم. ولكن تظهر له العديد من الآثار الجانبية كزيادة نمو شعر الجسم وظهور حب الشباب وخشونة الصوت.

### علاج غير هرموني
- عقاقير مضادة لانحلال الفبرين
- مضادات التهاب لا ستيرويدية مثل: إيبوبروفين ويسمى تجاريًا بأسماء عديدة منها (بروفين)

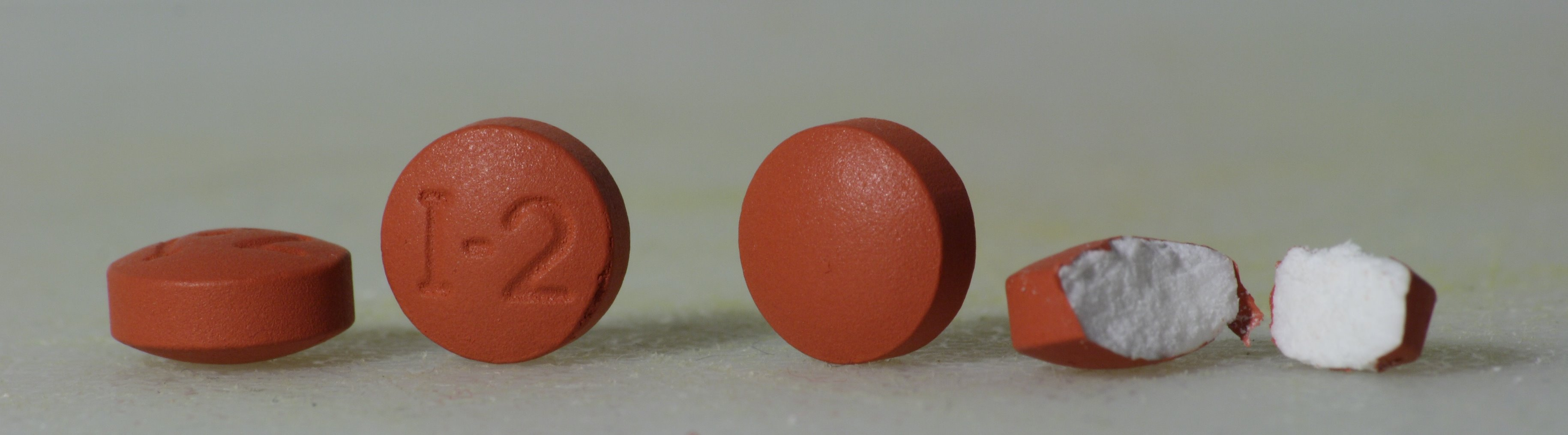
أقراص إيبوبروفين من فئة 200 ملليجرام

### علاج جراحي
ويتضمن توسيع وكحت بطانة الرحم، أو ربط الشرايين المغذية للرحم لإيقاف تدفق الدم وبالتالي إيقاف النزف، أو استئصال الرحم في حالات عدم الاستجابة لعلاجات السابقة أو تدهور حالة المريضة بشكل مهدد للحياة.